# Daszek (część hełmu)

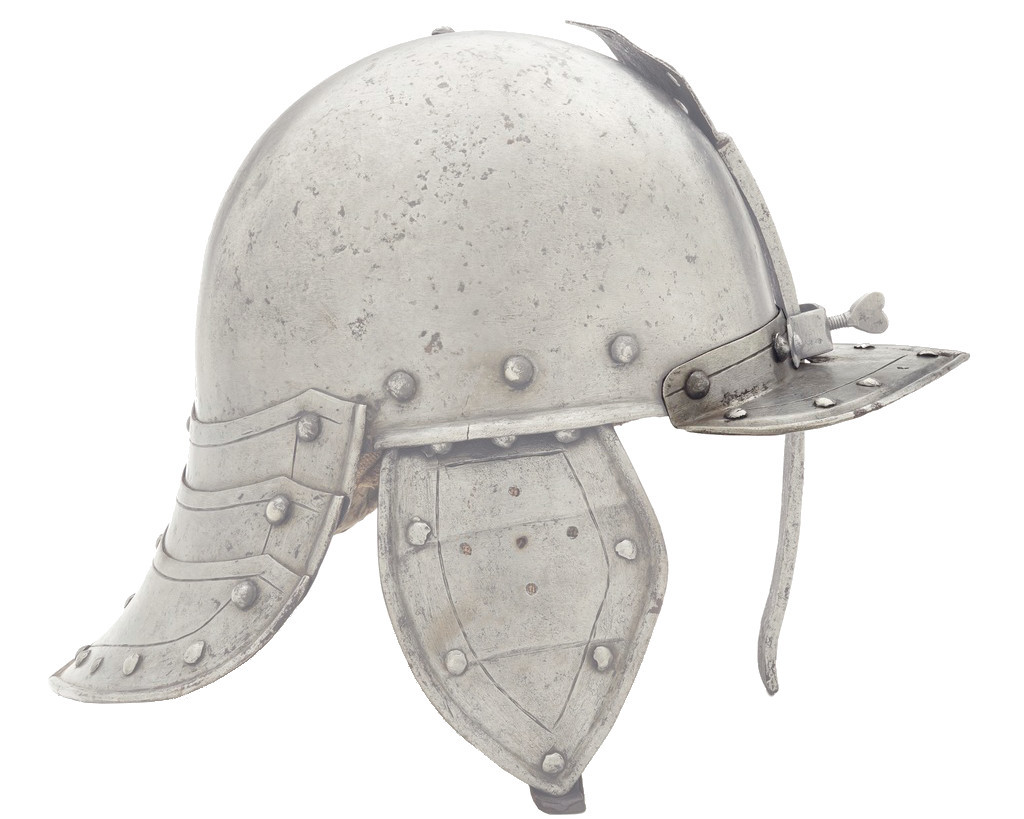
Szyszak (pappenheimer) z przynitowanym w przedniej części daszkiem

Daszek – część konstrukcyjna hełmu chroniąca górną część twarzy, w postaci wypustki umiejscowionej na przedniej krawędzi dzwonu. Popularnym systemem łączenia daszka do dzwonu było jego nitowanie (poziomo lub pod kątem względem krawędzi), choć nie było to regułą.